# Євтушенко Олександр Якович
Олекса́ндр Я́кович Євтуше́нко (*30 грудня 1940, Колпашево, Томська область, СРСР) — російський патофізіолог. Доктор медичних наук. Професор. Дійсний член Російської академії природничих наук. Член Польської академії медицини. Заслужений працівник вищої школи Російської Федерації.

## Біографічні дані
1963 року закінчив лікувальний факультет Кемеровського державного медичного інституту (нині Кемеровська державна медична академія), 1966 року — аспірантуру при кафедрі патофізіології.
Працював у Кемеровському медичному інституті асистентом, доцентом, від 1975 року — завідувач кафедри патофізіології.
Від 1991 року ректор Кемеровської державної медичної академії.

## Наукова діяльність
Галузь наукових інтересів — патофізіологія екстремальних і термінальних станів, післяреанімаційна патологія. Опублікував понад 150 робіт, підготував 10 кандидатів і три доктори наук.
Головний редактор журналу «Медицина в Кузбассе», член редакційних рад журналів «Патологическая физиология и экспериментальная терапия», «Сибирский медицинский журнал», «Общая реаниматология», «Политравма».